# Francis Heaulme
Francis Heaulme (Metz, Francia, 25 de febrero de 1959) es un asesino en serie francés conocido como le routard du crime.

## Biografía
El padre de Francis Heaulme le maltrató hasta los 17 años, lo que le llevó a convertirse en alcohólico y a intentar suicidarse en varias ocasiones. Sin embargo, mantenía una buena relación con su hermana pequeña y quería enormemente a su madre, que murió de cáncer cuando él tenía 23 años.
Heaulme cometió su primer asesinato el 5 de noviembre de 1984, tres semanas después de la muerte de su madre. Con la ayuda de Joseph Molins, mató a Lyonnelle Gineste, una aprendiz de pastelera de 17 años oriunda de Montauville, cerca de Pont-à-Mousson.
A los 28 años abandonó la región de Lorena para viajar erráticamente por Francia a pie, haciendo autoestop o desplazándose en bicicleta y tren (a menudo sin billete), alojándose en albergues de la fundación Emaús, en instituciones psiquiátricas y en centros de desintoxicación. De vez en cuando encontraba trabajos ocasionales como albañil o como obrero en una metalúrgica, y gastaba sus escasos ingresos en beber, a veces mezclando alcohol y tranquilizantes.
Al padecer el síndrome de Klinefelter, Heaulme era incapaz de cometer violaciones de la forma "habitual", pero al menos en dos ocasiones estuvo acompañado por otros hombres (uno de ellos, un primo lejano suyo), que violaron a las víctimas mientras Heaulme las mataba. Ellos eran además los conductores que ayudaron a Heaulme a recorrer gran parte del territorio francés, ya que no tenía permiso de conducir.
Especialmente notorio fue el doble homicidio en Montigny-lès-Metz, acontecido el 28 de septiembre de 1986. Dos niños de ocho años de edad, Cyril Beining y Alexandre Beckrich, fueron encontrados en las vías del tren, a escasos 400 metros de la empresa CTBE donde Heaulme trabajaba por aquel entonces. La policía detuvo a Patrick Dils, un joven de dieciséis años que estuvo encarcelado por más de 15 años, cuando se probó que se trató de un error judicial y que en realidad fue Francis Heaulme el autor de los asesinatos.
Su última víctima fue Jean Rémy, un jubilado de Boulogne-sur-Mer el 5 de enero de 1992. Fue detenido dos días después, el 7 de enero de 1992, en la otra punta de Francia, en la localidad alsaciana de Bischwiller. Las fuerzas del orden tuvieron grandes dificultades para relacionar a Heaulme con los casos, porque los actos fueron realizados sin motivo ni razón aparente (las víctimas abarcaban desde niños pequeños hasta ancianos, tanto hombres como mujeres), en diferentes regiones del país (Lorena, Bretaña, Provenza-Alpes-Costa Azul, Champaña-Ardenas y Norte-Paso de Calais) y tenía múltiples coartadas. Las deficiencias y la mala coordinación de las organizaciones policiales también fueron otros factores determinantes que dificultaron la investigación.
No obstante, tras la muerte de Aline Pérès el 14 de mayo de 1989 en la comuna bretona de Le Relecq-Kerhuon, se estrechó el cerco para capturar al criminal. El gendarme Jean-François Abgrall de Rennes se encargó de la investigación y dio con el paradero de Heaulme, deteniéndolo el 19 de junio de 1989 en una estación de autobuses. Fue puesto a disposición policial en el calabozo de la comisaría, aunque una sólida coartada obligó a Abgrall a dejarlo libre.
Actualmente permanece retenido en la prisión de Ensisheim, en Alsacia, cumpliendo cadena perpetua.

## Lista de víctimas conocidas
| Fecha del hallazgo       | Fecha de los hechos      | Víctima            | Edad | Lugar de los hechos             | Cómplice         |
| ------------------------ | ------------------------ | ------------------ | ---- | ------------------------------- | ---------------- |
| 6 de noviembre de 1984   | 5 de noviembre de 1984   | Lyonelle Gineste   | 17   | Montauville                     | Joseph Molins    |
| 28 de septiembre de 1986 | 28 de septiembre de 1986 | Cyril Beining      | 8    | Montigny-lès-Metz               | -                |
| 28 de septiembre de 1986 | 28 de septiembre de 1986 | Alexandre Beckrich | 8    | Montigny-lès-Metz               | -                |
| 27 de abril de 1987      | 29 de diciembre de 1986  | Annick Maurice     | 26   | Ogy                             | Philippe Élivon  |
| 22 de junio de 1988      | 22 de junio de 1988      | Georgette Manesse  | 86   | Charleville-Mézières            | -                |
| 22 de junio de 1988      | 22 de junio de 1988      | Ghislaine Ponsard  | 61   | Charleville-Mézières            | -                |
| 22 de abril de 1989      | 5 de abril de 1989       | Joris Viville      | 9    | Port-Grimaud, comuna de Grimaud | ?                |
| 14 de mayo de 1989       | 14 de mayo de 1989       | Aline Pérès        | 49   | Le Relecq-Kerhuon               | -                |
| 19 de julio de 1989      | 18 de julio de 1989      | Sylvie Rossi       | 30   | Villers-Allerand                | -                |
| 8 de mayo de 1991        | 7 de mayo de 1991        | Laurence Guillaume | 14   | Metz                            | Michel Guillaume |
| 5 de enero de 1992       | 5 de enero de 1992       | Jean Rémy          | 65   | Boulogne-sur-Mer                | -                |